# Gustav Eger
Gustav Eger (* 20. April 1827 in Grünberg (Hessen); † 16. April 1894 in Darmstadt) war ein deutscher Sprachlehrer und Bibliothekar.

## Leben
Gustav Conrad Eger wurde 1827 als Sohn des Dachdeckermeisters Jakob Eger und dessen Ehefrau Elisabeth Nagel in Grünberg bei Gießen geboren. Nach dem Studium war er für kurze Zeit Privatlehrer in Friedberg (Hessen). 1865 kam er als Lehrer für fremde Sprachen an die Polytechnische Schule nach Darmstadt, eine Vorgängereinrichtung der TH Darmstadt. Im Januar 1866 erhielt er eine Stelle als ordentlicher Lehrer am Polytechnikum. Drei Jahre später erhielt er zudem einen Lehrauftrag für fremde Sprachen und protestantische Religion am Polytechnikum.  Seit 1870 war er außerdem Übersetzer aus der französischen, englischen, italienischen, spanischen und holländischen Sprache für den Bereich des Zivilministeriums in Hessen-Darmstadt. Seit 1873 war er zudem Übersetzer aus der dänischen, schwedischen und ungarischen Sprache für das Ministerium. 1871 erhielt Gustav Eger den Professortitel.
Von 1881 bis zu seinem Tod 1894 leitete Gustav Eger die seit 1872 bestehende Hochschulbibliothek der TH Darmstadt. Dieses Amt versah er nebenamtlich. Seit März 1892 war die Hochschulbibliothek wegen Raumengpässen in einer Anmietung untergebracht. Eger drängte darauf, dass bei der Baubauplanung für das geplante neue Hauptgebäude der TH Darmstadt an der Hochschulstraße die Hochschulbibliothek geeignete Räume erhielt. Dies führte dazu, dass der Architekt Heinrich Wagner für die Hochschulbibliothek zwei größere Räumen im Erdgeschoss am Ende des Flures, zur Wandelhalle hin gelegen, vorsah. Die Einweihung des Hauptgebäudes im Oktober 1895 hat Gustav Eger allerdings nicht mehr erlebt. 
Gustav Eger starb bereits im April 1894 kurz nach seinem 67. Geburtstag. Er war seit 1858 mit Marie Louise Eleonore Köhler (1836–1892), der Tochter des Darmstädter Superintendenten Karl Köhler, verheiratet. Aus der Ehe ist u. a. Karl Eger hervorgegangen.

## Veröffentlichungen
- Selection from the new technical literature of England / Auswahl aus der neueren technischen Literatur Englands. Winter, Heidelberg 1874.
- Technologisches Wörterbuch in englischer und deutscher Sprache. Zwei Bände. Vieweg, Braunschweig 1882/1884.